# Rock Against Communism
Rock Against Communism (RAC) este o mișcare care a luat naștere odată cu organizarea primelor concerte politice în Marea Britanie a anilor 1970. Între timp, RAC a devenit un gen muzical, versurile formațiilor asociate genului fiind caracterizate de anticomunism, naționalism alb, supremațism și politici neofasciste.

## Istoria
Mișcarea Rock Against Communism a luat naștere în Marea Britanie spre finalul anului 1978, fiind asociată cu activiștii extremei drepte din Frontul Național. Scopul înființării unei astfel de mișcări era acela de a contracara protestele organizației Rock Against Racism. Primul concert RAC a fost susținut în Leeds, Anglia, în 1978 de către formațiile de nazi punk The Dentists și The Ventz. Au urmat alte două concerte, unul în 1979, iar celălalt în vara anului 1983; cel din urmă i-a avut cap de afiș pe Skrewdriver, o formație neonazistă formată de Ian Stuart Donaldson. Majoritatea concertelor îi aveau cap de afiș pe aceștia și încă câteva formații precum Skullhead și No Remorse. La mijlocul anilor 1980, o parte din concerte era susținute în casa activistului Edgar Griffin din Stuffolk, tătăl viitorului lider al Partidului Național Britanic, Nick Griffin. Spre finalul anilor '80, mișcarea RAC a dat naștere grupurilor White Noise Club și mai târziu Blood and Honour. Odată cu dezvoltarea scenei hardcore punk în anii 1990 și 2000, numeroase formații au început să implementeze elemente hardcore.

## Formații
- Skrewdriver
- Skullhead
- No Remorse
- Brigade M
- Condemned 84
- Tero Vaara